# George Ryerson

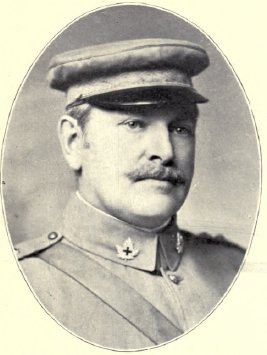
George Ryerson (1901/02)

George Sterling Ansel Ryerson (* 21. Januar 1855 in Toronto, Ontario, Kanada; † 20. Mai 1925 ebenda) war ein kanadischer Mediziner, Politiker und der Begründer der Canadian Red Cross Society, dem kanadischen Abzweig des Roten Kreuzes.

## Werdegang
Ryerson begann 1871 sein Studium der Medizin in New York und studierte später auch in Cambridge (Ontario) und an der Trinity Medical School in Toronto. Dort machte er 1876 seinen Doktor der Medizin. Anschließend ging er nach Europa, um dort sein medizinisches Wissen zu vertiefen und Fachkenntnisse zu erlangen. Zu seinen Stationen zählten, Paris, Edinburgh, London, Wien und Heidelberg. 1879 kam er nach Kanada zurück und eröffnete im darauffolgenden Jahr seine Praxis in Toronto. Daneben lehrte er als Professor über Hals-, Nasen- und Ohrenerkrankungen an der Trinity Medical School und war als Chirurg am Toronto General Hospital tätig. Zudem war Ryerson Chirurg bei den Royal Gernadiers, unter anderem während der Nordwest-Rebellion.
1896 erhielt Ryerson aus Großbritannien die Genehmigung des Britischen Roten Kreuzes (British Red Cross) zur Gründung eines kanadischen Zweigs, womit die Canadian Red Cross Society geboren war. 1900 wurde er zum Gesandten dieser Organisation beim kanadischen Heer in Südafrika ernannt und 1914 löste er John Morison Gibson als Präsident der Gesellschaft ab. Ryerson war außerdem ein Gründungsmitglied der Association of Medical Officers of the Canadian Militia, als deren Präsident er von 1908 bis 1909 fungierte sowie der St. John Ambulance Canada, einer Non-Profit-Organisation auf dem Gebiet der Ersten Hilfe. Vom Royal Canadian Army Medical Corps wurde Ryerson 1915 zum Honorary Surgeon-General und 1917 zum Honorary Colonel (in etwa Ehren-Oberst) ernannt.
Zudem war Ryerson politisch aktiv und trat der Progressive Conservative Party of Ontario und der Protestant Protective Association bei. 1893 wurde er in die Legislativversammlung von Ontario gewählt, in der er seine Heimatstadt Toronto vertrat. 1894 wurde er wiedergewählt. Im selben Jahr war er als neuer Parteivorsitzender der Conservative Party in Ontario im Gespräch, unterlag aber George Frederick Marter. 1896 war Ryerson an der Gründung der United Empire Loyalist Association beteiligt. Aufgrund seines schlechten gesundheitlichen Zustands stellte er sich bei der Neuwahl 1898 nicht mehr zur Verfügung. 1902 wollte er sich wiederwählen lassen, wurde jedoch von der Conservative Party nicht nominiert.

## Familie
Ryerson wurde 1855 in eine der prominentesten Familien Torontos hineingeboren. Er war das einzige Kind von Rev. George Airey Ryerson (1792–1882) und dessen dritter Frau Isabella Dorcas Sterling (1817–1892). Der Vater war ein Militäroffizier, Lehrer und katholischer Pfarrer, der aus zwei früheren Ehen bereits drei Kinder hatte. George S. A. Ryerson war ein Neffe des Politikers Egerton Ryerson und ein Cousin des Stahlmagnaten Arthur Ryerson. Am 14. November 1882 heiratete er in Toronto Mary Amelia Crowther (1860–1915), mit der er fünf Kinder bekam: George Crowther Ryerson (1883–1915), Yoris Sterling Ryerson (1886–1931), Eric Egerton Ryerson (1888–1951), Arthur Connaught Ryerson (1890–1952) und Laura Isabel Ryerson (1892–1943).
Der älteste Sohn George diente während des Ersten Weltkriegs bei der kanadischen Infanterie und fiel am 23. April 1915 in Ypern. Ryerson reiste daraufhin umgehend mit dem Schiff nach Europa. Seine Frau und seine Tochter wollten nachkommen und gingen am 1. Mai 1915 in New York als Passagiere Erster Klasse an Bord des Luxusdampfers Lusitania. Die Lusitania wurde am 7. Mai, am Vortag ihrer geplanten Ankunft in Liverpool, vor der südirischen Küste von einem deutschen U-Boot versenkt. 1198 Menschen starben. Mary und Laura Ryerson bestiegen ein Rettungsboot, das sich überschlug und seine Insassen in die See schleuderte. Die 23-jährige Laura wurde nach Stunden aus dem eiskalten Wasser gerettet, aber Mary Ryerson ertrank. Ihre Leiche wurde nie gefunden.
Am 8. Juni 1916 heiratete er in zweiter Ehe Elizabeth Van Hook Thomas, Tochter von Edwin Ross Thomas und dessen Frau Flora (geb. Lozier). 1920 zog sich Ryerson aus dem aktiven Berufsleben zurück und ließ sich mit seiner Frau in Niagara-on-the-Lake nieder. Elizabeth starb am 4. September 1924. Ryerson selbst starb am 20. Mai 1925 im Alter von 70 Jahren in Toronto an den Folgen eines Herzinfarkts.